# Казанська конка
Казанська конка - мережа кінної залізниці, що існувала в місті Казань, Росія в другій половині XIX століття.

## Історія
1 січня 1870 року Міністерство шляхів сполучення схвалило проєкт інженера П. П. Панаєва, в ході реалізації якого 2 жовтня 1875 року була відкрита казанська конка, одна з перших в Росії.
На момент відкриття експлуатувалося 12 вагонів місткістю до 40 осіб. 
До кінця XIX століття загальна протяжність п'яти ліній склала 18,3 км. Колії головним чином були одноколійні з роз'їздами через 300-600 м. Конка мала дві стайні: Адміралтейську на 200 коней і Арську на 130 коней.
13 грудня 1900 року конка припинила своє існування, ставши основою для електричного трамвая.

## Лінії
- Волжская (Толчок — пристани в Дальнем Устье)
- Проломная (Толчок — Проломная — Рыбнорядская пл. — Суконная слобода)
- Грузинская (Николаевская площадь у Кремля — Вознесенская — Лево-Черноозерная — Покровская — Грузинская — Арское поле — кладбище)
- Центральная (Право-Театральная — Верхне-Федоровская — Рыбнорядская — Мяснорядская — Евангелистовская)
- Екатерининская (Николаевская площадь — Толчок — Владимирская — Московская — Сенная площадь — Тихвинская — Евангелистовская — Екатерининская — завод Крестовниковых)

## Ресурси Інтернету
- Казань: книга "100 років казанському трамваю"
- ЛІТОПИС МІСЬКОГО ТРАНСПОРТУ КАЗАНІ